# Johanna Boogerd-Quaak
Johanna Boogerd-Quaak, née le 1er mars 1944 à Axel, est une femme politique néerlandaise.
Membre des Démocrates 66, elle est membre des États provinciaux pour la Zélande de 1978 à 1990 et députée européenne de 1994 à 1999 et de 2003 à 2004. 